# Joseph Bouilliart
Joseph Albert Théodore Bouilliart, patriote, militaire, général major du corps d'État-Major de l'armée belge. Il est né à Soignies, en Wallonie (Belgique) le 26 novembre 1811 et est décédé à Dour, le 23 août 1866.

## Éléments biographiques
Volontaire pendant la révolution belge, il connaîtra une brillante carrière militaire. En 1838, alors qu'il est lieutenant d'État-major, il prend part à la Commission de délimitation des frontières, en exécution du traité des XXIV articles. En mars 1844, il fut associé au Conseil de la Compagnie belge de colonisation. Mais celle-ci tomba en discrédit l'année suivante. En 1846, il était secrétaire de la Commission pour la triangulation du royaume. Général-major en 1863, il fut désigné comme chef d'État-major de la 4e division territoriale. Il mourut du choléra à Dour le 23 août 1866.